# Pierszamajsk (obwód grodzieński)
Pierszamajsk, Sobakińce (biał. Першамайск, Pierszamajsk; ros. Першемайск, Pierszemajsk) – agromiasteczko na Białorusi, w obwodzie grodzieńskim, w rejonie szczuczyńskim, blisko granicy z Litwą.
Siedziba parafii prawosławnej (pw. Opieki Matki Bożej) i rzymskokatolickiej (pw. Podwyższenia Krzyża Świętego).

## Historia
Prawo magdeburskie nadał król Jan III Sobieski w 1676 roku.
W latach 1867–1869 zbudowano tu cerkiew prawosławną pw. Opieki Matki Bożej.
W II Rzeczypospolitej wieś była położona w woj. nowogródzkim, w powiecie lidzkim, a od 1929 w powiecie szczuczyńsim. Siedziba gminy Sobakińce. W 1921 roku miejscowość liczyła 276 mieszkańców. Po wojnie wieś weszła w struktury administracyjne Związku Radzieckiego.